# 콩고 민주 공화국 요리

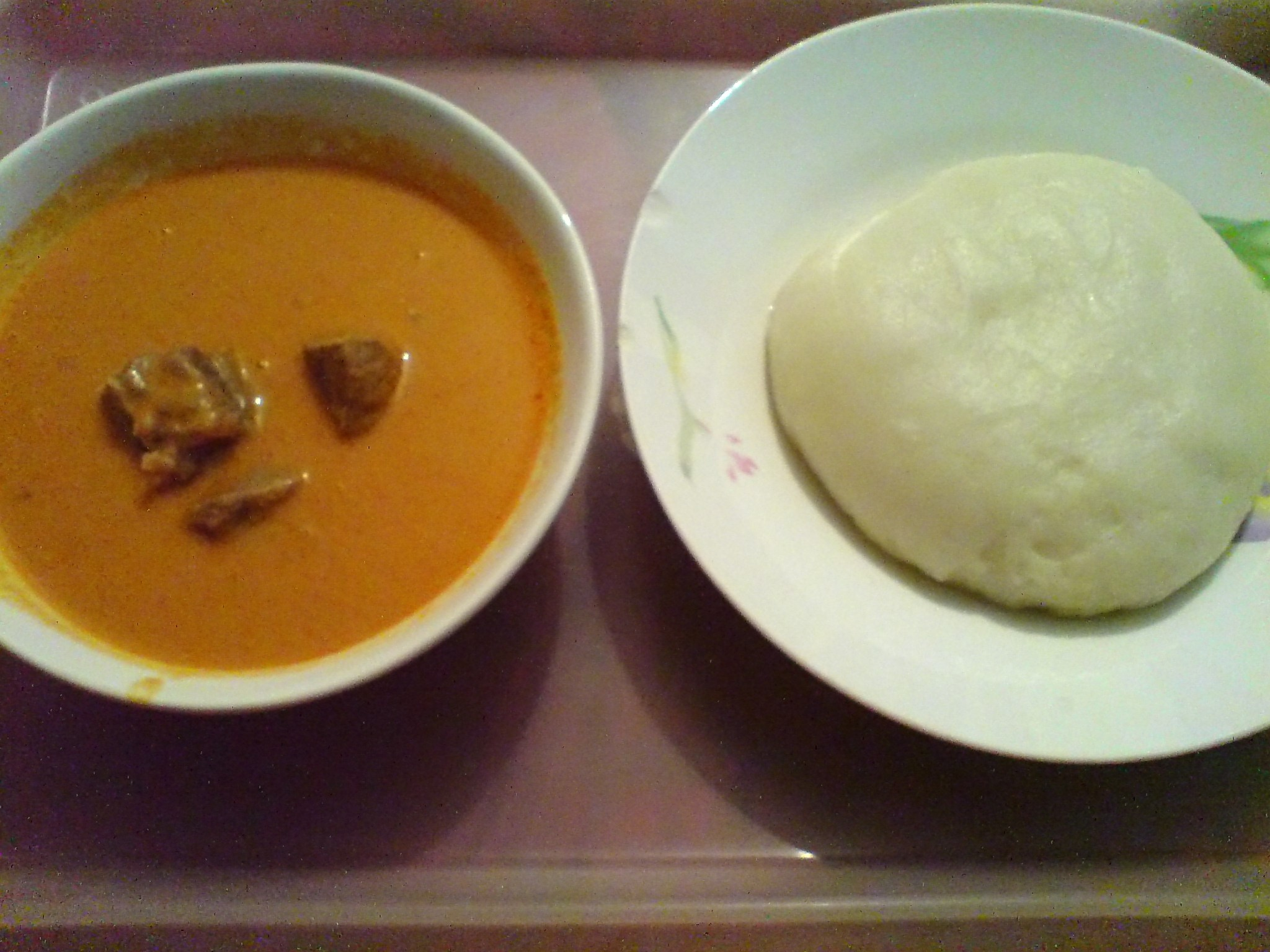

콩고 민주 공화국 요리(Congo民主共和國 料理, 프랑스어: cuisine congolaise 퀴진 콩골레즈[*])는 중앙아프리카에 있는 콩고 민주 공화국의 요리이다. 대개는 다른 아프리카 국가와 마찬가지로 스튜를 중요시여기며 야채, 고기를 두루 사용한다. 카사바나 옥수수 가루를 많이 사용하며 푸푸나 우갈리를 많이 먹는다. 쾅가라고 하는 효모 숙성한 빵은 전국에서 널리 소비된다.
고구마는 땅콩을 볶아서 함께 먹으며 쌀은 대개 콩을 넣어서 먹는다. 전분기가 많은 죽같은 음식은 대개 카사바 잎으로 많이 먹으며 오크라나 시금치 잎을 넣어서도 많이 먹는다. 버섯을 많이 먹는데 이는 대개 루바족들이 많이 먹으며 고기 대용으로 먹는다. 채식주의라는 말이 거의 통용되지 않는 콩고 민주 공화국에서는 고기가 비싸서 먹지 못한다.
콩고강의 풍부한 수원 덕택에 어획량이 많은 편이고 주요 호수도 많이 있어서 생선을 튀겨 먹거나 끓여 먹는 것은 흔하다. 연기에 구워서 간을 해 먹기도 한다. 시장에서는 대개 바나나 잎에 생선 요리를 해서 싸놓은 채로 바로 판매한다. 염소가 가장 널리 소비되는 고기이며 땅콩 소스와 함께 요리한 닭요리를 뫔베(Mwambe)라고 부른다. 메뚜기나 고치 등을 소비하기도 한다.
대개 콩고에서 먹는 소스라는 것은 토마토나 양파, 허브를 넣고 만드는 것으로서 채소를 기름을 두르고 볶아서 소금을 치고 칠리 소스로 맛을 강하게 낸다. 대개는 풋고추 따위를 넣으며 매운 맛을 더하는데 남쪽 지방에서는 잘 사용하지 않는다.

## 같이 보기
- 아프리카 요리